# Brug 2406
Brug 2406 is een bouwkundig kunstwerk in Amsterdam Nieuw-West.
De vaste brug is gelegen in de Nico Broekhuysenweg, een doorgaande route voor voet- en fietsverkeer (tijdens de bouw alle verkeer) binnen de Tuinen van West. Dit voormalige agrarisch gebied werd in de periode 2010-2018 omgebouwd en heringericht tot recreatiegebied. Daarvoor moest een groot deel van de infrastructuur (met name waterlopen) aangepast worden. Er werden allerlei afwateringskanaaltjes en slootjes gegraven. Een daarvan moest onder de Nico Broekhuysenweg door, net ten oosten van Volkstuinenpark Osdorp (dat nog steeds middels de brug en parkeerplaats voor alle verkeer bereikbaar is). Daaroverheen werd brug 2406 gelegd. Het is dan omstreeks 2014. Voor het gehele gebied was een soort standaardbrug ontworpen, die al het verkeer kon tillen. Ze heeft dan ook zusjes in bijvoorbeeld brug 1571 en brug 1572. Ze is een grotendeels van beton met de stalen brugpijlers in de oevers. Een stalen opbouw met stalen balustrades en houten leuningen vervolmaken de brug. Open ruimten in de balustraden werden beveiligd door middel van staalkabels en ook hier ontbreken de vier trapvormige constructies bij de pijlers niet.    

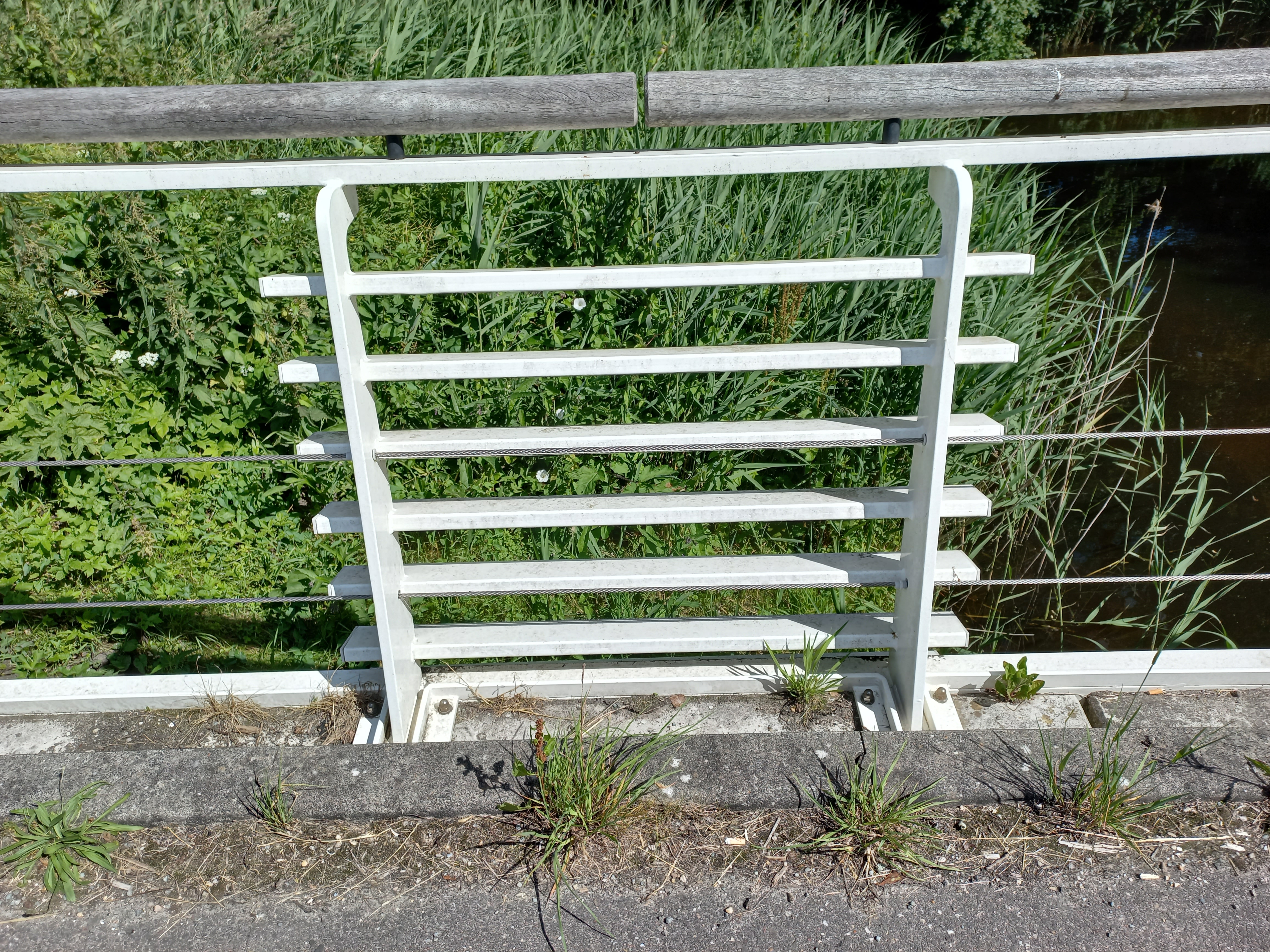
Trapvormige constructie (juni 2022)

2400 · 2401 · 2402 · 2403 · 2404 · 2405 · 2406 · 2407 · 2408 · 2409 ·  2410 · 2411 · 2412 · 2413 · 2414 · 2415 · 2421 · 2422 · 2423 · 2424 · 2425 · 2426 · 2427 · 2428 · 2429 · 2430 · 2431 · 2432 · 2433 · 2434 · 2435 · 2436 · 2437 · 2438 · 2439 · 2441 · 2451-2453 · 2454 · 2455 · 2456 · 2457 · 2459 · 2461 · 2462 · 2468 · 2469 · 2470 · 2471 · 2472 · 2473 · 2474 · 2475 · 2476 · 2477 · 2478 · 2480 · 2481 · 2482 · 2483 · 2484 · 2485 · 2486 · 2487 · 2488 · 2489 · 2490 · 2491 · 2492 · 2493 · 2494-2499
Brugnummers 2416, 2417, 2418, 2419, 2420, 2441, 2442, 2443, 2444,  2445, 2446, 2447, 2448, 2449, 2450, 2458, 2460, 2463, 2464, 2465, 2466, 2467, 2479 zijn niet vergeven.